# Ancherythroculter nigrocauda
Ancherythroculter nigrocauda är en fiskart som beskrevs av Yih och Wu, 1964. Ancherythroculter nigrocauda ingår i släktet Ancherythroculter och familjen karpfiskar. Inga underarter finns listade i Catalogue of Life.